# 重衡 (能)
重衡（しげひら）は、平家物語における平重衡の南都焼討に取材した能楽作品。東大寺・興福寺など奈良の寺社を焼き払い仏徒を殺戮した己の罪深さにおののき、仏敵に堕ちた身でありながら仏の救いを求める重衡の苦悩と業を描いた修羅能。成立は室町時代、観世元雅作と伝えられている。

## あらすじ
春。奈良の都を見下ろす奈良坂。諸国一見の旅僧が京見物したあと、大和も見物しようと奈良街道を南下して奈良坂に至る。そこへ里の老人が来合わせ、名所の案内を頼む。老人はそれに応じ、眼下に見える寺社を教える。旅僧が立ち去ろうとすると、老人は僧に重衡の回向を頼み、傍らの桜のもとに建つ笠卒塔婆の向こうへ消えていく。やがて里の男が現れ、僧に問われて重衡のことを語る。
夜、重衡の弔いを引き受けた旅僧の前に、武者姿の重衡の霊が迷い出る。旅僧は、あなたが重衡の霊であるなら罪滅ぼしに過去を語られよと頼む。重衡は一の谷の合戦で生け捕りにされ鎌倉の頼朝のもとで捕虜となった事、興福寺僧兵の強い要求により鎌倉から引き渡され、木津川畔で斬首されることになった経緯を語る。木津川に着き、さあ斬られようというとき、見物人のなかから重衡に長く仕えた知時という従者が、かつての主の最期を見送ろうと人垣をかき分け重衡の前に進み出た。重衡は昔馴染みの訪いに喜び、出来る事なら最期に仏を拝みたいと頼んだ所、知時は懐中から弥陀仏を取り出して直垂の袖の括り紐を解き、一端を仏の手にかけ、もう一端を重衡の手にかけて念仏を唱えた。地謡が重衡が妄執を助け給へやと謡い、重衡の苦悩が仏法に救われるかと思われたそのとき、重衡の霊が矢庭に嗔恚の起るぞやと立ち上がる。重衡の霊に促され旅僧が眼下を見やると東の空に灯火が見える。あれは他国の戦の折に軍兵が夜な夜な灯した篝火だと言うと重衡は刀をとり、再び修羅道へと堕ちていく。

## 登場人物
- 前シテ - 里の老人
- 後シテ - 平重衡の霊
- ワキ - 旅の僧
- アイ - 里の男

## 上演記録
永享4年（1432年）に上演されたことが伏見宮貞成親王の『看聞日記』に記されているが、それ以降500年以上も上演された記録がなく、廃曲となっていた。昭和58年（1983年）12月、浅見真州により復曲された。

## エピソード
浅見は、能に所縁の深い興福寺での奉納上演を希望し、親交のあった多川俊映・興福寺貫首に申し出ている。興福寺をはじめとする南都の寺社を焼討ちした重衡をシテ（主人公）とする演目だけに異論もあったが、多川は「怨親平等」の精神から申し出を受け入れ、平成11年（1999年）10月に上演が実現した。
なお、上演に先立って法要が営まれ、重衡に「大悲院殿平中将求光軽安大居士」の戒名が授けられた。